# Вольп'яно
Вольп'яно (італ. Volpiano, п'єм. Volpian) — муніципалітет в Італії, у регіоні П'ємонт, метрополійне місто Турин.
Вольп'яно розташований на відстані близько 530 км на північний захід від Рима, 17 км на північний схід від Турина.
Населення — 15 419 осіб (2014).
Щорічний фестиваль відбувається 29 червня. Покровитель — святий Петро.

## Демографія
Населення за роками:

Станом на 1 січня 2023 року в муніципалітеті офіційно проживали 943 іноземці з 50 країн, серед них 660 громадян країн Євросоюзу та 6 громадян України.

## Сусідні муніципалітети
- Брандіццо
- Ківассо
- Леїні
- Ломбардоре
- Сан-Беніньо-Канавезе
- Сеттімо-Торинезе

## Міста-побратими
- Кастрій, Франція (2010)